# Darren McGavin
William Lyle Richardson (7 de mayo de 1922, San Joaquín, California - 25 de febrero de 2006), conocido como Darren McGavin, fue un actor estadounidense.

## Trayectoria
Formado en el Actor’s Studio —como tantos grandes del cine de su tiempo— a tenor de sus primeras creaciones para la gran pantalla, nadie hubiera predicho que su verdadero destino iba a estar en la televisión. Entre esas interpretaciones tempranas, que hicieron augurar en McGavin a un nuevo Martin Balsam, Rod Steiger o Jack Palance —los grandes secundarios formados por Lee Strasberg a la sombra del Método Stanislavski—, McGavin se imponía como un intérprete sugerente.
Otto Preminger le reclamó entonces para dar vida al Louis de El hombre del brazo de oro (1955), un certero acercamiento de este realizador a las miserias de los heroinómanos en el que McGavin daba vida al proveedor de droga del desdichado Frankie Machine, el yonqui encarnado por Frank Sinatra.
Mucho más próximas al que fue su destino se encuentran las dos colaboraciones que el actor realizó en la serie Alfred Hitchcock presenta —'Triggers in Leash' y 'The Cheney Vase'— en 1955. Aunque no fueron dirigidas por el mago del suspense, aportaron al intérprete una gran popularidad.
Ya en 1956, McGavin dio vida a Mike Hammer en una primera serie de las aventuras del célebre detective creado por Mickey Spillane, que se prolongaría hasta 1959. Aunque por aquellas fechas la serie La ley del revólver ya había comenzado su larga andadura en la televisión estadounidense, McGavin participó en varios episodios: 'Twenty Miles fron Dodge', 'The Hostage' (ambos de 1965) y 'Gunfighter RIP' (1966).
En 1974-1975 nació la teleserie de culto Kolchak: The Night Stalker, gracias al éxito de dos telefilmes anteriores protagonizados por Darren con el mismo personaje: "The Night Stalker", en 1972, y "The Night Strangler", en 1973. Aquí le dio vida al periodista-investigador Carl Kolchak, memorable e incomprendido personaje que resolvía los casos más inverosímiles y misteriosos: un vampiro, un científico loco, Jack El Destripador, una criatura de las cloacas, un motociclista sin cabeza, un hombre lobo, un pirómano de ultratumba, un caballero medieval, una mortal e inmortal Helena de Troya, un hombre de las cavernas, un hechicero azteca, un fantasma, una entidad energética, brujas, un alien, un robot asesino, un zombi y, en el que tal vez sea el mejor episodio de todos –“Horror in the Heights”–, un demonio mitad hindú mitad Lovecraft llamado el Rakshasha: un ser con la capacidad de convertirse en el mejor amigo de la víctima y después... aniquilarlo, todo eso fue Carl Kolchak, el verdadero precursor y pionero de los Expedientes Secretos X.[cita requerida]
Además de Airport '77, rodada por Jerry Jameson en el año aludido, también se le pudo ver en The Natural (1984), donde da vida al frío y manipulador dueño de un equipo de fútbol, la némesis del protagonista Robert Redford. Luego su creación de Bill Brown, el padre de Murphy, en Murphy Brown, la aplaudida serie protagonizada por Candice Bergen y creada por Diane English en 1988.[cita requerida]

## Filmografía

### 1940-1970
- A Song to Remember (1945)
- Counter-Attack (1945)
- Kiss and Tell (1945)
- She Wouldn't Say Yes (1946)
- Fear (1946)
- Queen for a Day (1951)
- Summertime (1955)
- The Man with the Golden Arm (1955)
- The Court Martial of Billy Mitchell (1955)
- A Word to the Wives (1955)
- The Delicate Delinquent (1957)
- Beau James (1957)
- The Case Against Brooklyn (1958)
- Bullet for a Badman (1964)
- The Great Sioux Massacre (1965)
- African Gold (1966)
- The Virginian (1967)
- Mission Mars (1968)
- Anatomy of a Crime (1969)

### 1971-1990
- Mooch Goes to Hollywood (1971)
- Mrs. Pollifax - Spy (1971)
- Happy Mother's Day, Love George (1973) (also director and producer)
- Hay que matar a B (1973)
- 43: The Richard Petty Story (1974)
- The Demon and the Mummy (1976)
- No Deposit, No Return (1976)
- Airport '77 (1977)
- Hot Lead and Cold Feet (1978)
- Zero to Sixty (1978)
- Hangar 18 (1980)
- Firebird 2015 AD (1981)
- A Christmas Story (1983)
- The Natural (1984)
- Turk 182! (1985)
- Flag (1986)
- Raw Deal (1986)
- From the Hip (1987)
- Dead Heat (1988)
- In the Name of Blood (1990)

### 1991-1999
- Captain America (1991)
- Blood and Concrete (1991)
- Happy Hell Night (1992)
- Billy Madison (1995)
- Still Waters Burn (1996)
- Small Time (1996)
- Pros and Cons (1999)

## Trabajo en televisión
- Crime Photographer (1951 – 1952)
- Mike Hammer (1956 – 1959)
- Riverboat (1959 – 1961)
- The Legend of Jud Starr (1967)
- The Outsider (1967) (episodio piloto)
- The Outsider (1968 – 1969)
- The Forty-Eight Hour Mile (1970)
- The Challenge (1970)
- The Challengers (1970)
- Berlin Affair (1970)
- Tribes (1970)
- Banyon (1971) (episodio pilot)
- The Death of Me Yet (1971)
- The Night Stalker (1972)
- Something Evil (1972)
- The Rookies (1972) (episodio piloto)
- Here Comes the Judge (1972)
- Say Goodbye, Maggie Cole (1972)
- The Night Strangler (1973)
- The Six Million Dollar Man (1973) (episodio piloto)
- The Evil Touch (1973 – 1974)
- Kolchak: The Night Stalker (1974 – 1975)
- Crackle of Death (1976)
- Brinks: The Great Robbery (1976)
- Ike: The War Years (1978)
- The Users (1978)
- A Bond of Iron (1979)
- Donovan's Kid (1979)
- Ike (1979) (miniserie)
- Not Until Today (1979)
- Love for Rent (1979)
- Waikiki (1980)
- The Martian Chronicles (1980) (miniserie)
- Magnum, P.I. (1981)
- Freedom to Speak (1982) (miniseries)
- Small & Frye (1983) (cancelada después de seis episodios)
- The Baron and the Kid (1984)
- The Return of Marcus Welby, M.D. (1984)
- My Wicked, Wicked Ways: The Legend of Errol Flynn (1985)
- The O'Briens (1985) (sitcom pilot)
- Tales from the Hollywood Hills: Natica Jackson (1987)
- Tales from the Hollywood Hills: A Table at Ciro's (1987)
- Inherit the Wind (1988)
- The Diamond Trap (1988)
- Around the World in 80 Days (1989) (miniserie)
- Kojak: It's Always Something (1990)
- Child in the Night (1990)
- By Dawn’s Early Light (1990)
- Clara (1991)
- Perfect Harmony (1991)
- Miracles and Other Wonders (1992–199?)
- Mastergate (1992)
- The American Clock (1993)
- A Perfect Stranger (1994)
- Fudge-A-Mania (1995)
- Derby (1995)
- Touched by an Angel (1997, artista invitado)
- The X-Files (1999, dos episodios)